# Orgeux
Orgeux är en kommun i departementet Côte-d'Or i regionen Bourgogne-Franche-Comté i östra Frankrike. Kommunen ligger i kantonen Dijon 1er Canton som tillhör arrondissementet Dijon. År 2022 hade Orgeux 459 invånare.

## Befolkningsutveckling
Antalet invånare i kommunen Orgeux
Referens:INSEE